# 姜周光
姜 周光（カン・ジュガン、朝鮮語: 강주광、1994年8月17日 - ）は、大韓民国出身のプロサッカー選手、フットサル選手。サッカーポジションは、ミッドフィールダー（MF）、フットサルのポジションはアラ。

## 来歴
中央大学校を経て、2016年より日本の関東リーグ1部・VONDS市原へ加入。
2017年、J3リーグ・FC琉球へ完全移籍した。2017年をもって、退団。
退団後帰国し、フットサルに転向。韓国フットサルリーグのソウル恩平ZDスポーツ（旧：ソウル恩平ナインティナインプラス）に所属し、67試合で75得点を挙げている。2020-2021、2021-2022の2シーズン連続で得点王となった。2022年にはAFCフットサルアジアカップ韓国代表に招集され、予選のモンゴル戦で1得点、本戦にも出場している。

## 所属クラブ
ユース経歴
- 水原初等学校（朝鮮語版）
- 水原中学校（朝鮮語版）
- 水原高等学校（朝鮮語版）
- 中央大学校

プロ経歴
- 2016年  VONDS市原
- 2017年   FC琉球
- 楊州市民サッカー団
- ソウル恩平ZDスポーツ（ソウル恩平ナインティナインプラス）

## 個人成績
| 国内大会個人成績 | 国内大会個人成績 | 国内大会個人成績 | 国内大会個人成績 | 国内大会個人成績 | 国内大会個人成績 | 国内大会個人成績 | 国内大会個人成績 | 国内大会個人成績 | 国内大会個人成績 | 国内大会個人成績 | 国内大会個人成績 |
| 年度             | クラブ           | 背番号           | リーグ           | リーグ戦         | リーグ戦         | リーグ杯         | リーグ杯         | オープン杯       | オープン杯       | 期間通算         | 期間通算         |
| 年度             | クラブ           | 背番号           | リーグ           | 出場             | 得点             | 出場             | 得点             | 出場             | 得点             | 出場             | 得点             |
| 日本             | 日本             | 日本             | 日本             | リーグ戦         | リーグ戦         | リーグ杯         | リーグ杯         | 天皇杯           | 天皇杯           | 期間通算         | 期間通算         |
| ---------------- | ---------------- | ---------------- | ---------------- | ---------------- | ---------------- | ---------------- | ---------------- | ---------------- | ---------------- | ---------------- | ---------------- |
| 2016             | V市原            | 14               | 関東1部          | 10               | 1                | -                | -                | 1                | 0                | 11               | 1                |
| 2017             | 琉球             | 5                | J3               | 0                | 0                | -                | -                | -                | -                | 0                | 0                |
| 通算             | 日本             | 日本             | J3               | 0                | 0                | -                | -                | -                | -                | 0                | 0                |
| 通算             | 日本             | 日本             | 関東1部          | 10               | 1                | -                | -                | 1                | 0                | 11               | 1                |
| 総通算           | 総通算           | 総通算           | 総通算           | 10               | 1                | -                | -                | 1                | 0                | 11               | 1                |